# Fumarase
A fumarase é uma enzima envolvida no ciclo de Krebs, que catalisa a hidratação (adição de uma molécula de água a uma ligação covalente) de fumarato em L-malato
Fumarato + H2O  ←>  L-malato